# Ásatrú Alliance

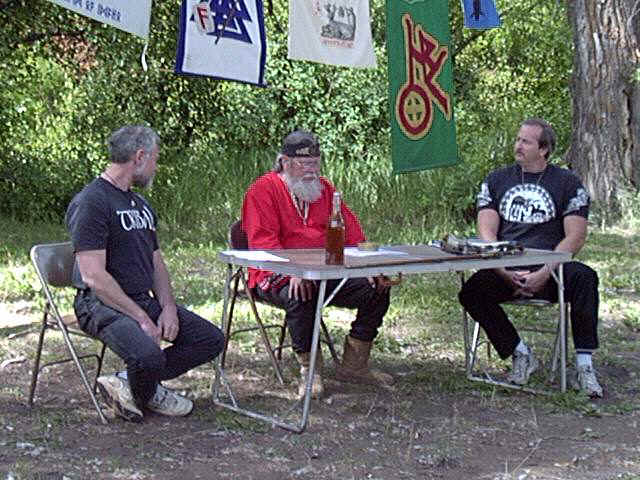
Stephen McNallen (izquierda) con Valgard Murray (centro) de Ásatrú Alliance y Eric "Hnikar" Wood (derecha) de Odinic Rite. Althing año 2000.

Ásatrú Alliance (AA) es una agrupación confesional ásatrúar, sucesora de la desaparecida Asatru Free Assembly (antigua AFA de Stephen McNallen, 1987), fundada por Michael J. Murray (Valgard Murray) de Arizona, quien fue antiguo vicepresidente de la Odinist Fellowship de Else Christensen.
La antigua AFA (Asatru Free Assembly) se escindió en dos grupos, la otra parte conocida como The Troth. En muchos aspectos Ásatrú Alliance fue una refundación de la Antigua AFA dominado por antiguos miembros y siguieron actuando como distribuidores de las publicaciones de AFA.
McNallen refundó su agrupación como Asatru Folk Assembly, (nueva AFA, 1994) y ambas instituciones funcionan de forma paralela y ocasionalmente unidas en la International Asatru-Odinic Alliance (IAOA 1997–2002). Mattias Gardell identifica a Ásatrú Alliance como predominantemente folkish y define a la agrupación comon «la religión étnica de los pueblos del norte de Europa».
Ásatrú Alliance está reconocida como una organización religiosa (o iglesia) sin ánimo de lucro, fundada el 19 de junio de 1988 por siete kindreds, todos ellos antiguas células de Ásatrú Free Assembly, que ratificaron el mismo día sus estatutos para promocionar sus creencias Ásatrú en los Estados Unidos de América. Ásatrú Alliance promueve la cultura nativa de los antiguos pueblos de Europa y es abiertamente no racista. Actualmente el consejo directivo está compuesto por representantes elegidos por todos los kindreds miembro para defender los intereses y asuntos de AA.
En el 28º Althing de julio de 2008, Jeffrey Kaplan hizo una estimación de entre 500 – 1000 miembros y simpatizantes involucrados en la vida y actividades de AA.
En 1995, pese al distanciamento con la nueva AFA, AA se define en los mismos términos que McNallen (1995) en su ensayo "what is Asatru" (¿qué es Ásatrú?), cuyas conclusiones se resumen en los principios fundamentales de «coraje, honor, la importancia de la familia y los ancestros, fuerza, libertad, preservar las raíces y una vida activa y plena.»